# Ceaplînți, Semenivka
Ceaplînți (în ucraineană Чаплинці) este un sat în comuna Vasîlivka din raionul Semenivka, regiunea Poltava, Ucraina.

## Demografie
Componența lingvistică a localității Ceaplînți
     Ucraineană (99,39%)
Conform recensământului din 2001, majoritatea populației localității Ceaplînți era vorbitoare de ucraineană (99,39%), existând în minoritate și vorbitori de alte limbi.